# Canton de Rieumes
Le canton de Rieumes est une ancienne division administrative française de l’arrondissement français de Muret, située dans le département de la Haute-Garonne et la région Midi-Pyrénées et faisait partie de la huitième circonscription de la Haute-Garonne.

## Composition
Le canton de Rieumes regroupait 16 communes et comptait 9 997 habitants (population municipale) au 1er janvier 2010.
| Nom                | Code Insee | Intercommunalité     | Superficie (km2) | Population (dernière pop. légale) | Densité (hab./km2) |
| ------------------ | ---------- | -------------------- | ---------------- | --------------------------------- | ------------------ |
| Beaufort           | 31051      | CC Cœur de Garonne   | 8,51             | 387 (2014)                        | 45                 |
| Bérat              | 31065      | CC Cœur de Garonne   | 24,46            | 2 919 (2014)                      | 119                |
| Forgues            | 31189      | CC Cœur de Garonne   | 5,24             | 199 (2014)                        | 38                 |
| Labastide-Clermont | 31250      | CC Cœur de Garonne   | 14,58            | 677 (2014)                        | 46                 |
| Lahage             | 31266      | CC Cœur de Garonne   | 7,65             | 219 (2014)                        | 29                 |
| Lautignac          | 31283      | CC Cœur de Garonne   | 17,77            | 277 (2014)                        | 16                 |
| Monès              | 31353      | CC Cœur de Garonne   | 2,52             | 84 (2014)                         | 33                 |
| Montastruc-Savès   | 31359      | CC Cœur de Garonne   | 5,75             | 71 (2014)                         | 12                 |
| Montgras           | 31382      | CC Cœur de Garonne   | 3,99             | 97 (2014)                         | 24                 |
| Le Pin-Murelet     | 31419      | CC Cœur de Garonne   | 12,04            | 165 (2014)                        | 14                 |
| Plagnole           | 31423      | CC Cœur de Garonne   | 7,24             | 301 (2014)                        | 42                 |
| Poucharramet       | 31435      | CC Cœur de Garonne   | 22,53            | 842 (2014)                        | 37                 |
| Rieumes            | 31454      | CC Cœur de Garonne   | 30,90            | 3 516 (2014)                      | 114                |
| Sabonnères         | 31464      | CA Le Muretain Agglo | 12,30            | 306 (2014)                        | 25                 |
| Sajas              | 31520      | CC Cœur de Garonne   | 5,00             | 116 (2014)                        | 23                 |
| Savères            | 31538      | CC Cœur de Garonne   | 10,71            | 204 (2014)                        | 19                 |

## Démographie
| 1962  | 1968  | 1975  | 1982  | 1990  | 1999  | 2006  | 2011   | 2012   |
| ----- | ----- | ----- | ----- | ----- | ----- | ----- | ------ | ------ |
| 5 134 | 5 057 | 5 078 | 5 697 | 6 211 | 7 033 | 9 061 | 10 068 | 10 117 |

## Représentation

### Conseillers généraux de 1833 à 2015
| Période | Période           | Identité                          | Étiquette                    | Qualité |
| ------- | ----------------- | --------------------------------- | ---------------------------- | --- |
| 1833    | 1837 (annulation) | Jean Guillaume Acanthe Lasmartres |                              | Propriétaire à Bérat |
| 1837    | 1841 (démission)  | Auguste Bastide d'Izard           | Opposition constitutionnelle | Sous-Préfet sous l'Empire Propriétaire du domaine de Boïris à Saint-Lys Député (1832-1835)                                                           |
| 1841    | 1845              | Baron François Marie de Papus     |                              | Propriétaire à Toulouse |
| 1845    | 1852              | Jean Guillaume Acanthe Lasmartres |                              | Propriétaire à Bérat |
| 1852    | 1855              | Pierre Jean Louis Pomaret         |                              | Officier, juge de paix à Rieumes |
| 1855    | 1864              | Bruno Petit                       |                              | Avocat et avoué à Muret |
| 1864    | 1880              | Louis Mulé                        | Droite                       | Notaire, suppléant du juge de paix Maire de Rieumes                                                                                                  |
| 1880    | 1887 (démission)  | Edouard Duclos                    | Républicain                  | Ancien préfet, propriétaire à Poucharramet |
| 1887    | 1928              | Jules Mulé                        | Républicain                  | Médecin Maire de Rieumes, conseiller d'arrondissement                                                                                                |
| 1928    | 1940              | Robert Roger                      | SFIO                         | Médecin Maire de Rieumes |
|         |                   |                                   |                              | |
| 1943    | 1945              | Antoine de Gauléjac (1875-1963)   |                              | Exploitant agricole Maire de Poucharramet Membre de la Commission administrative de Haute-Garonne (1940-1943) Nommé conseiller départemental en 1943 |
|         |                   |                                   |                              | |
| 1945    | 1967              | Robert Roger                      | SFIO                         | Médecin Maire de Rieumes |
| 1967    | 2004              | Bernard Vignaux                   | SFIO puis PS                 | Pharmacien à Rieumes, administrateur des hôpitaux de Toulouse                                                                                        |
| 2004    | 2011              | Francis Laffont                   | PS                           | Enseignant Conseiller municipal de Rieumes |
| 2011    | 2015              | Jennifer Courtois-Périssé         | UMP                          | Cadre Maire de Rieumes |

- Élections cantonales de 2004 : Francis Laffort (PS) est élu au 2e tour avec 49,57 % des suffrages exprimés, devant Jean-Pierre Delhom (DVD) (27,40 %) et Jean-Charles Clamens (PRG) (23,03 %).
- Élections cantonales de 2011 : Jennifer Courtois-Périssé (UMP) est élue au 2e tour avec 52,60 % des suffrages exprimés, devant Francis Laffont (PS) (47,40 %).

### Conseillers d'arrondissement (de 1833 à 1940)
| Période                                  | Période          | Identité                           | Étiquette                | Qualité |
| ---------------------------------------- | ---------------- | ---------------------------------- | ------------------------ | --- |
| 1833                                     | 1839             | M. Corail                          |                          | Ancien capitaine d'artillerie, propriétaire à Toulouse                                                      |
| 1839                                     | 1845             | M. Baradon                         |                          | Médecin à Rieumes                                                                                           |
| 1845                                     | 1848             | M. Mulé                            |                          | Notaire à Rieumes                                                                                           |
|                                          |                  |                                    |                          | |
| 1877                                     |                  | Joseph-Antoine-Aimé Fazuilhe       |                          | Ancien greffier, suppléant du juge de paix, propriétaire à Rieumes                                          |
|                                          | 1883             | M. de Parade                       |                          | Propriétaire à Rieumes                                                                                      |
| 1883                                     | 1887 (démission) | Jules Mulé                         | Républicain radical      | Médecin Maire de Rieumes                                                                                    |
| 1887                                     | 1892             | Arthur de Godebout                 | Républicain              | Maire de Bérat                                                                                              |
| 1892                                     | 1893 (décès)     | Vincent Gabriel Duclos (1849-1893) |                          | Propriétaire, maire de Poucharramet                                                                         |
| 1893                                     | 1895             | Henri-François Barrichon           |                          | Propriétaire à Poucharramet                                                                                 |
| 1895                                     | 1907             | Léon Boyer                         | Républicain opportuniste | Adjoint au maire de Rieumes                                                                                 |
| 1907                                     | 1913             | Henri-François Barrichon           |                          | Propriétaire à Poucharramet                                                                                 |
| 1913                                     | 1919             | André Giralt                       |                          | Propriétaire à Rieumes                                                                                      |
| 1919                                     | 1940             | J.M. Bouchard                      | Radical                  | Maire du Pin-Murelet                                                                                        |
| 1940                                     |                  |                                    |                          | Les conseils d'arrondissement ont été suspendus par la loi du 12 octobre 1940 et n'ont jamais été réactivés |
| Les données manquantes sont à compléter. |                  |                                    |                          | |